# Atletica leggera alla XXX Universiade - Getto del peso maschile
Il concorso del getto del peso maschile alla XXX Universiade si è svolto l'8 luglio 2019.

## Podio
| Oro     | Konrad Bukowiecki Polonia    |
| Argento | Andrew Liskowitz Stati Uniti |
| Bronzo  | Uziel Muñoz Messico          |

## Risultati

### Qualificazioni
Si qualificano alla finale gli atleti che lanciano 19,70 m Q o le dodici migliori misure q.
| Pos | Gruppo | Atleta                | Nazionalità   | 1ª prova | 2ª prova | 3ª prova | Risultato | Note                          |
| --- | ------ | --------------------- | ------------- | -------- | -------- | -------- | --------- | ----------------------------- |
| 1   | B      | Konrad Bukowiecki     | Polonia       | 20.19    |          |          | 20.19     | Q                             |
| 2   | A      | Simon Bayer           | Germania      | 19.95    |          |          | 19.95     | Q,                            |
| 3   | A      | Mohamed Magdi Hamza   | Egitto        | 19.86    |          |          | 19.86     | Q,                            |
| 4   | A      | Willian Venancio      | Brasile       | 19.83    |          |          | 19.83     | Q,                            |
| 5   | A      | Uziel Muñoz           | Messico       | x        | 19.76    |          | 19.76     | Q                             |
| 6   | B      | Andrew Liskowitz      | Stati Uniti   | 19.09    | 19.63    | 19.41    | 19.63     | q                             |
| 7   | A      | Eric Favors Jr.       | Irlanda       | 19.17    | x        | 19.20    | 19.20     | q                             |
| 8   | B      | Jason van Rooyen      | Sudafrica     | 18.48    | 19.20    | x        | 19.20     | q                             |
| 9   | B      | Christian Zimmermann  | Germania      | 19.15    | x        | 18.30    | 19.15     | q                             |
| 10  | A      | Ryan Ballantyne       | Nuova Zelanda | 18.35    | 19.12    | x        | 19.12     | q,                            |
| 11  | B      | Andrei Toader         | Romania       | 19.06    | 18.97    | 18.82    | 19.06     | q                             |
| 12  | B      | Sebastiano Bianchetti | Italia        | 18.68    | 18.99    | 18.90    | 18.99     | q                             |
| 13  | A      | Kayle Blignaut        | Sudafrica     | x        | 18.14    | 18.55    | 18.55     |                               |
| 14  | B      | Juan Ignacio Carballo | Argentina     | 18.39    | 17.69    | 17.94    | 18.39     | Miglior prestazione personale |
| 15  | A      | Daniel McArthur       | Stati Uniti   | 18.15    | 18.33    | 18.03    | 18.33     |                               |
| 16  | B      | Kert Piirimae         | Estonia       | 17.28    | 17.64    | 17.56    | 17.64     | Miglior prestazione personale |
| 17  | A      | Roman Kokoško         | Ucraina       | 16.51    | 17.49    | x        | 17.49     |                               |
| 18  | A      | José Miguel Ballivian | Cile          | 17.26    | x        | x        | 17.26     |                               |
| 19  | B      | Karanveer Singh       | India         | x        | 17.10    | 16.76    | 17.10     |                               |
| 20  | A      | Karolis Maisuradze    | Lituania      | 15.57    | 16.44    | x        | 16.44     |                               |
|     | A      | Osman Can Özdeveci    | Turchia       | x        | x        | x        | NM        |                               |
|     | B      | Welington Morais      | Brasile       | x        | x        | x        | NM        |                               |
|     | B      | Shehab Abdalaziz      | Egitto        | x        | x        | x        | DNS       |                               |

### Finale
| Pos | Atleta                | Nazionalità   | 1ª prova | 2ª prova | 3ª prova | 4ª prova | 5ª prova | 6ª prova | Risultato | Note                                     |
| --- | --------------------- | ------------- | -------- | -------- | -------- | -------- | -------- | -------- | --------- | ---------------------------------------- |
|     | Konrad Bukowiecki     | Polonia       | 20.63    | x        | x        | 21.00    | 21.54    | 21.39    | 21.54     | Record delle Universiadi                 |
|     | Andrew Liskowitz      | Stati Uniti   | 18.08    | 19.70    | 20.17    | 19.46    | 20.49    | x        | 20.49     | Miglior prestazione personale            |
|     | Uziel Muñoz           | Messico       | 18.51    | 19.54    | x        | 19.20    | 20.45    | 20.14    | 20.45     |                                          |
| 4   | Willian Venancio      | Brasile       | 19.73    | 19.76    | 19.99    | 19.88    | 19.62    | 19.64    | 19.99     | Miglior prestazione personale stagionale |
| 5   | Sebastiano Bianchetti | Italia        | 19.57    | 19.81    | x        | x        | 19.79    | x        | 19.81     | Miglior prestazione personale            |
| 6   | Jason van Rooyen      | Sudafrica     | 19.53    | x        | 19.01    | x        | x        | x        | 19.53     |                                          |
| 7   | Christian Zimmermann  | Germania      | 19.32    | 19.20    | 18.91    | x        | x        | x        | 19.32     |                                          |
| 8   | Mohamed Magdi Hamza   | Egitto        | 19.12    | x        | x        | x        | 19.26    | x        | 19.26     | Miglior prestazione personale stagionale |
| 9   | Simon Bayer           | Germania      | 18.95    | x        | x        |          |          |          | 18.95     |                                          |
| 10  | Eric Favors Jr.       | Irlanda       | 18.80    | x        | 18.94    |          |          |          | 18.94     |                                          |
| 11  | Ryan Ballantyne       | Nuova Zelanda | 18.14    | 17.79    | x        |          |          |          | 18.14     |                                          |
|     | Andrei Toader         | Romania       | x        | r        |          |          |          |          | NM        |                                          |